# BRDM-2M96i
BRDM-2M96, BRDM-2M96i и BRDM-2M97 — польские варианты модернизации БРДМ-2.

## История
Разработка польского модернизированного варианта БРДМ-2 началась в 1994 году по программе «Tukan», выполнение работ проходило на предприятии "Wojskowe Zakłady Mechaniczne Nr. 5" в г. Семяновице-Слёнске. На рубеже 1995 - 1996 гг. был представлен первый опытный вариант BRDM-2M96. В качестве замены силовой установки рассматривали несколько вариантов дизельных двигателей (шестицилиндровый S359 от армейского грузовика Star 266, а также импортные Mercedes OM366 и DAF), но по результатам испытаний было принято решение использовать 4-цилиндровый дизельный двигатель Iveco Aifo 8040.
После завершения испытаний в 1998 году бронемашина BRDM-2 M96i была принята на вооружение, в дальнейшем были разработаны несколько вариантов её модернизации для соответствия стандартам НАТО.
В конце 1990х годов по программе «Żbik» были разработаны варианты BRDM-2M-97 «Żbik-А» и BRDM-2M-97 «Żbik-B».
В ноябре 2003 года первая партия BRDM-2M-96ik «Szakal» была заказана и в начале 2005 года первые BRDM-2M-96ik «Szakal» были отправлены польскому контингенту в Ираке.
Летом 2013 года было объявлено о намерении принять на вооружение польской армии новую лёгкую колёсную разведывательную бронемашину, которая должна быть разработана в соответствии с программой LOTR. В мае 2015 года было подписано соглашение с немецкой компанией "Rheinmetall" о разработке новой бронемашины.
В мае 2015 года в вооружённых силах Польши имелось 410 бронемашин БРДМ-2, 198 из которых были модернизированы (105 шт. BRDM-2M96 и BRDM-2M96i, 54 шт. BRDM-2M96ik «Szakal», 37 шт. BRDM-2M97 «Żbik-B» и 1 шт. BRDM-2M97 «Żbik-A»).
28 февраля 2024 года было объявлено о намерении заменить в 2025-2035 гг. находящиеся на вооружении разведывательных подразделений сухопутных войск Польши бронемашины типа БРДМ-2 на лёгкие колёсные бронетранспортёры "Клещ" (производство которых начнёт "AMZ-Kutno").

## Описание
При переоборудовании БРДМ-2 демонтируют две пары пневматических колёс (предназначенных для преодоления траншей и окопов) и четыре гидравлических подъёмника, обеспечивающие их выдвижение. В бортах машины сделаны два дополнительных прямоугольных люка.
В вариантах BRDM-2M-97 «Żbik» и BRDM-2M-96ik «Szakal» 14,5-мм пулемёт КПВТ заменяют на 12,7-мм пулемёт.
Вместо штатного бензинового двигателя ГАЗ-41 устанавливался рядный 4-цилиндровый дизельный двигатель Iveco Aifo 8040 или его модификация.

## Варианты и модификации

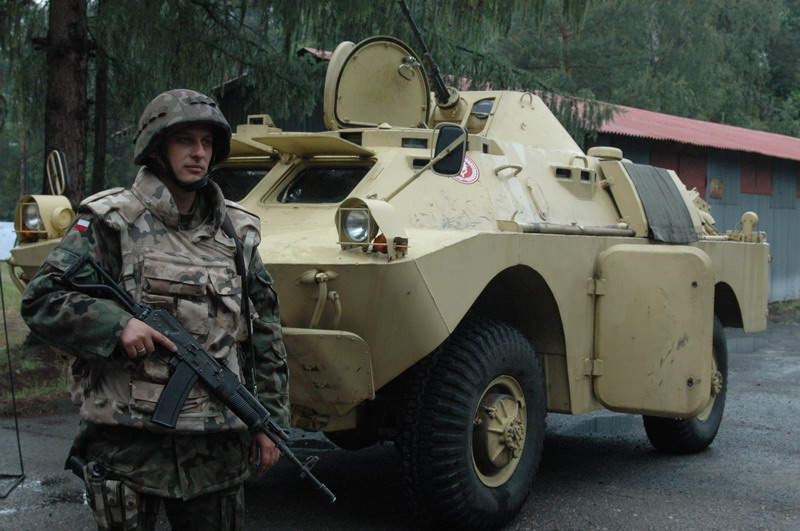
BRDM-2M-96ik «Szakal» польского контингента в Ираке

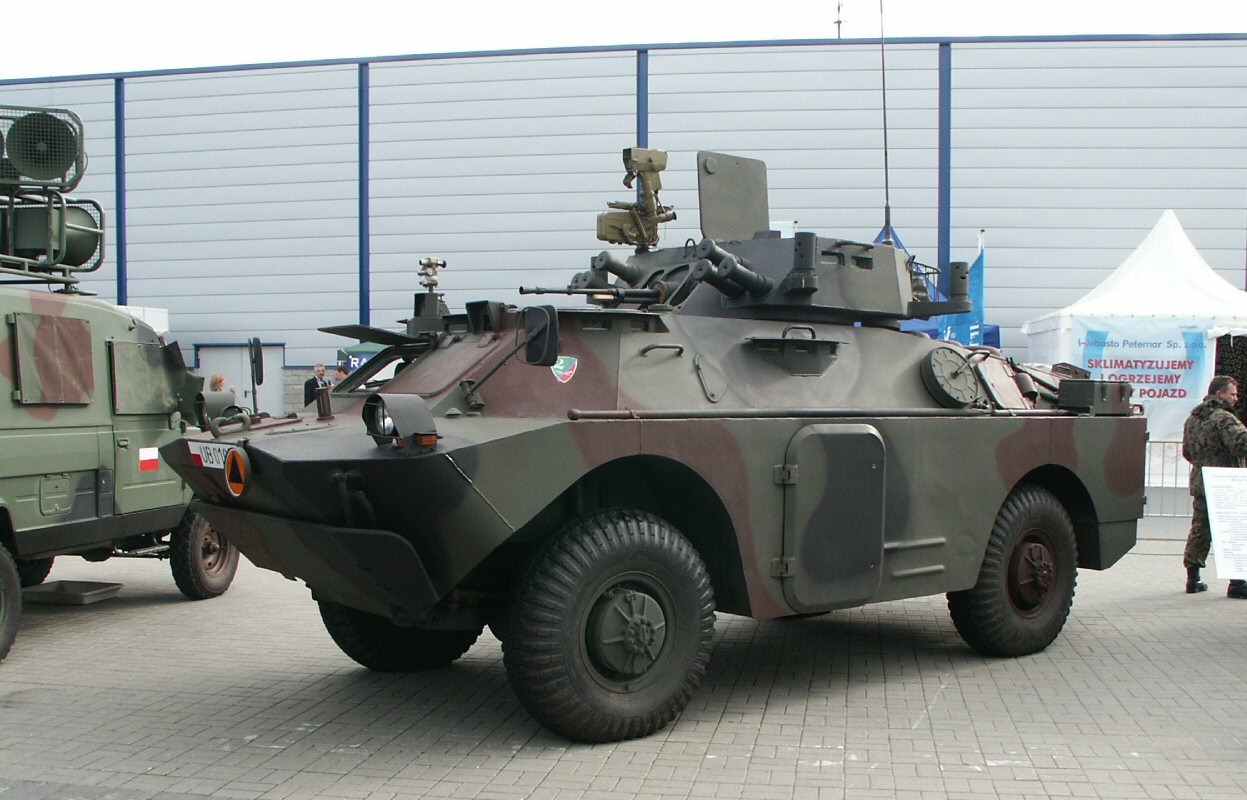
BRDM-2M-97 «Żbik-B» на оружейной выставке (2006 год)

- BRDM-2M-96 - опытный вариант 1996 года. Штатное вооружение в башне БПУ-1 (14,5-мм пулемёт КПВТ и 7,62-мм пулемёт ПКТ) сохранено, дополнительные опускающиеся приводные колёса демонтированы, в бортах сделаны двери для посадки экипажа. Водитель получил пассивный прибор ночного видения ПНК-72 (устанавливался вместо ТНП-А), а командир — дневной / ночной прибор наблюдения POD-72. Также были установлены новая тормозная система и сиденья экипажа. Снаружи корпуса были смонтированы кронштейн для запасного колеса на корме и дополнительные ящики для инструмента и оборудования.
- BRDM-2M-96i - первый серийный вариант 1997 года, стандартизованный вариант BRDM-2M96 с двигателем Iveco Aifo 8040.[1]
- BRDM-2M-96ik «Szakal» - вариант 2003 года, разработанный для польского военного контингента в Ираке[5], с двигателем Iveco Aifo 8040SRC. Также установлены новая радиостанция RRC-9500, кондиционер и прицел CDN-1. Вместо 14,5-мм пулемёта КПВТ в башне установлен 12,7-мм пулемёт WKM-B.[1]

- BRDM-2M-96ik+ «Szakal» - вариант BRDM-2M-96ik с усиленной защитой, разработанный в 2004 - 2006 годы; защита боевого отделения усилена изнутри несколькими слоями баллистической ткани "кевлар", установлены решётчатые противокумулятивные экраны.

- BRDM-2M-97 «Żbik-B» – вариант дальнейшей модернизации BRDM-2 M96i, предложенный в 1997 году. Башня модернизирована (вместо 14,5-мм пулемёта КПВТ установлены 12,7-мм пулемёт NSW и шесть 81-мм дымовых гранатомётов "Cytryn"), также установлены двигатель Iveco Aifo 8040 SRC-21.11, новые топливные баки и дополнительное оборудование.
- BRDM-2M-97 «Żbik-А» – вариант, предложенный в 1998 году, один демонстрационный образец был построен и 2-5 сентября 2002 года - представлен на оружейной выставке MSPO.

## Страны-эксплуатанты
- Польша - вооружённые силы Польши